# Игнатьев, Николай Николаевич
Граф Никола́й Никола́евич Игна́тьев (1872—1962) — русский генерал-майор, командир Преображенского полка, герой Первой мировой войны.

## Биография
Из дворян Тверской губернии. Родился в Константинополе, где его отец, Николай Павлович, служил чрезвычайным посланником при Оттоманской порте. Старший брат Павел — министр народного просвещения.
Окончил Александровский кадетский корпус (1889) и Пажеский корпус (1891), выпущен подпоручиком в лейб-гвардии Преображенский полк.
Чины: поручик (1895), штабс-капитан (1900), капитан (1903), полковник (1910), флигель-адъютант (1912), генерал-майор (за отличие, 1915).
Командовал ротой и батальоном Преображенского полка. В 1897 году окончил Николаевскую академию Генерального штаба. В 1911—1914 годах состоял старшим штаб-офицером полка.
12 июля 1914 года назначен командующим Преображенским полком, с которым вступил в Первую мировую войну. Был награждён орденом Святого Георгия 4-й степени
За то, что с отличным мужеством руководил блестящими действиями полка в боях Люблинской операции с 19 авг. по 2 сент. 1914 г., особенно 20 авг. 1914 г. у Владиславова, при обороне взятой полком высоты 114,3, когда, несмотря на неоднократные бешеные натиски противника, сильные потери (17 офицеров и 800 нижних чинов) и двукратное приказание отойти, удержал позицию и тем обеспечил фланг дивизии и успех Суходольской операции.
и Георгиевским оружием
За то, что, будучи в чине полковника, 13 октября 1914 года, состоя командиром лейб-гвардии Преображенского полка и руководя боевыми действиями названного полка под Ивангородом, под сильным ружейным и артиллерийским огнём, с боя захватил дер. Пенков и удержал этот важный пункт до конца боя.
22 марта 1915 года произведен в генерал-майоры с утверждением в должности и зачислением в Свиту. 28 ноября 1915 года назначен начальником штаба Гвардейского отряда. 17 мая 1916 года назначен исправляющим должность начальника штаба войск гвардии, 21 августа того же года — командиром 1-й бригады 1-й гвардейской пехотной дивизии. 16 апреля 1917 года назначен командующим гвардейской стрелковой дивизией, а 29 апреля — 1-й гвардейской пехотной дивизией. 31 июля 1917 года был отчислен в резерв чинов при штабе Киевского военного округа.
В 1918 году служил в армии гетмана Скоропадского, командовал 6-й кадровой дивизией. Затем участвовал в Белом движении в составе ВСЮР. В декабре 1919 года был начальником обороны Одесского района. В январе 1920 года эвакуировался из Одессы.
Он долго скитался по Европе, нигде не задерживаясь: через Турцию попал в Париж, жил у старшего брата в Лондоне. Потом его как сына графа Игнатьева пригласили в Софию, где он работал в Национальной библиотеке.
После него остались дневники, описывающие отступление армии Врангеля.

## Семья
Был женат на дочери полковника Марии (Магдалине) Васильевне Красовской. В 1908 году в Белгарае Люблинской губернии у них родился сын Николай. После Гражданской войны жена с сыном и двумя дочерьми осталась в России, в 1922 году они переехали в Ростов-на-Дону. В Великую Отечественную войну Николай Николаевич (младший) был капитаном Красной армии, затем служил в штабе армии в Тбилиси. Потом он занимал высокие должности: был главным инженером строительства Приднепровской ГРЭС, главным инженером Всесоюзного института «Энергопроект», трудился в Министерстве энергетики Украины, стал заслуженным энергетиком.

## Награды
- Орден Святого Станислава 3-й ст. (ВП 6.12.1904)
- Орден Святой Анны 3-й ст. (ВП 29.05.1906)
- Орден Святого Станислава 2-й ст. (1909)
- Орден Святого Георгия 4-й ст. (ВП 30.01.1915)
- Орден Святого Владимира 4-й ст. с мечами и бантом (26.02.1915)
- Орден Святого Владимира 3-й ст. с мечами (ВП 10.05.1915)
- мечи к ордену Св. Станислава 2-й ст. (ВП 25.05.1915)
- Георгиевское оружие (ВП 18.07.1916)
- Орден Святого Станислава 1-й ст. (ВП 06.12.1916)
- Орден Святой Анны 2-й ст. с мечами (ВП 11.01.1917)